# Kugalepa
Koordinaten: 58° 31′ N, 22° 13′ O
Kugalepa (deutsch Kugalep) ist ein Dorf (estnisch küla) auf der größten estnischen Insel Saaremaa. Es gehört zur Landgemeinde Saaremaa (bis 2017: Landgemeinde Mustjala) im Kreis Saare.

## Einwohnerschaft und Lage
Das ehemalige Fischerdorf hat heute nur noch sechs Einwohner (Stand 31. Dezember 2011). Es liegt 32 Kilometer nordwestlich der Inselhauptstadt Kuressaare an der gleichnamigen Ostsee-Bucht (Kugalepa laht).
In der Nähe des Dorfkerns liegt der 5,3 Hektar große See Liisagu (Liisagu järv). Er wird auch Kugalepa järv bzw. Kruusmetsa järv genannt.